# Євгеній Онєгін
«Євге́ній Онє́гін» (дореф. «Евгеній Онѣгинъ») — роман у віршах російського поета Олександра Пушкіна, написаний в 1823—1830 роках, один з найзначніших творів російської словесності. Оповідання ведеться від імені безіменного автора, який представився добрим приятелем Онєгіна.
Олександр Пушкін працював над цим романом понад сім років. Роман був, за словами поета, «плодом розуму холодних спостережень і серця сумних нотаток». Працю над ним Пушкін називав подвигом — з усього свого творчого доробку тільки «Бориса Годунова» він характеризував цим же словом. У творі на широкому тлі картин російського життя показана драматична доля представників російського дворянства першої чверті XIX століття.
За мотивами роману Петро Чайковський написав однойменну оперу. Існує багато екранізацій як роману, так і опери, є багато пародій на окремі частини роману або тільки на його особливий віршований розмір (так звану онегінську строфу).

## Історія написання

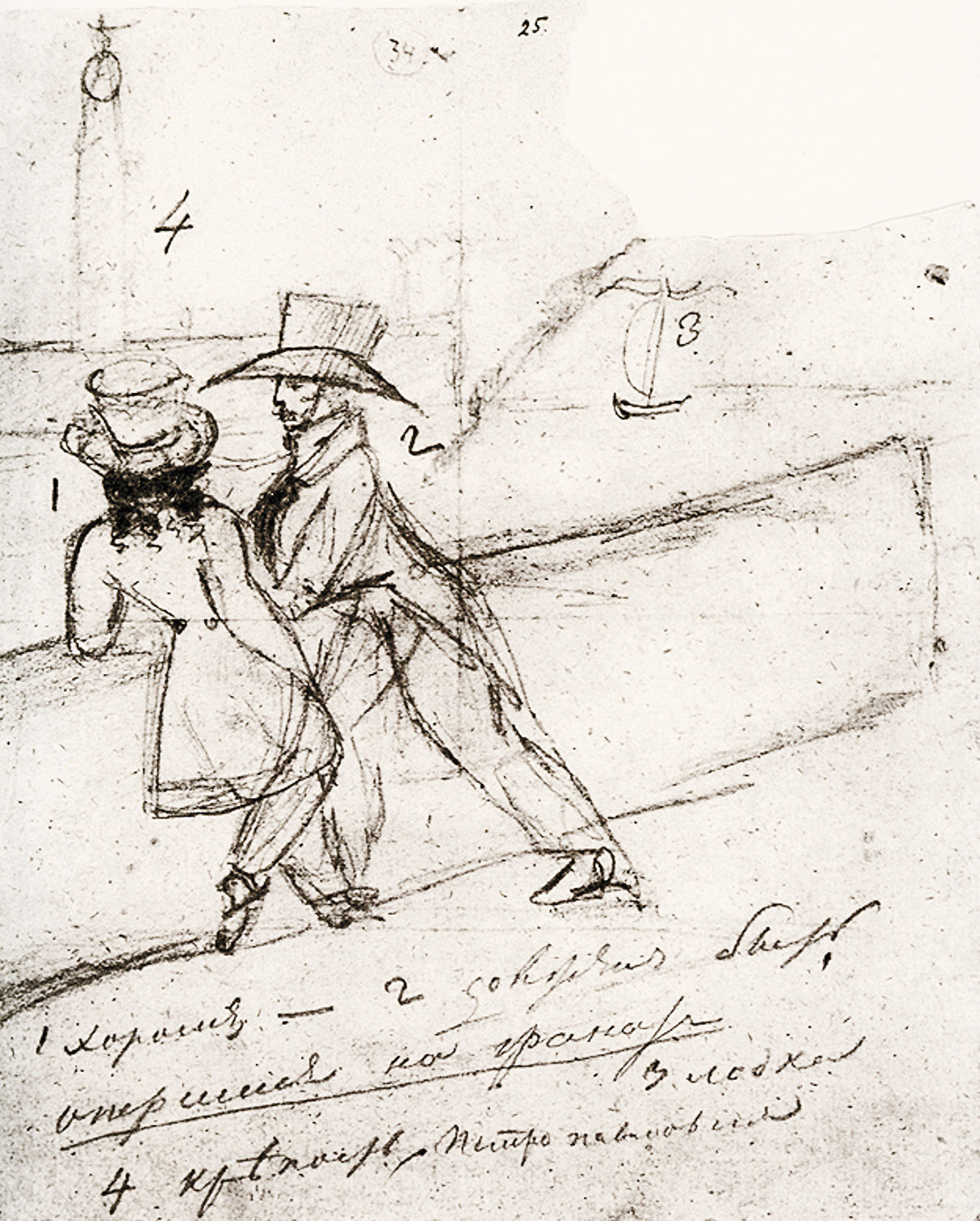
О. С. Пушкін. Автопортрет з Онєгіним на набережній Неви

Пушкін почав роботу над Онєгіним у травні 1823 року у Кишиневі, під час свого заслання. Автор відмовився від романтизму як провідного творчого методу і почав писати реалістичний роман у віршах, хоча у перших розділах ще помітний вплив романтизму. Спочатку передбачалося, що роман у віршах буде складатися з 9 глав, але згодом Пушкін переробив його структуру, залишивши тільки 8 глав. Він виключив з основного тексту твору главу «Подорож Онєгіна», включивши її фрагменти як додаток до основного тексту. Існував фрагмент цієї глави, де, за деякими даними, описувалося, як Онєгін бачить військові поселення поблизу Одеської пристані, а далі йшли зауваження і судження, у деяких місцях у надмірно різкому тоні. Побоюючись можливих переслідувань влади, Пушкін знищив цей фрагмент.
Роман охоплює події з 1819 по 1825 рік: від закордонних походів російської армії після розгрому Наполеона до повстання декабристів. Це були роки розвитку російського суспільства, час правління Олександра I. Сюжет роману простий і добре відомий, в центрі нього — любовна історія. У цілому, в романі Євгеній Онєгін відбилися події першої чверті XIX століття, тобто час створення і час дії роману приблизно збігаються.
Пушкін створив роман у віршах подібно поемі лорда Байрона «Дон Жуан». Визначивши роман як «зібрання строкатих глав», Пушкін виділяє одну з рис цього твору: роман як би «розімкнутий» у часі (кожна глава могла б стати останньою, але може мати і продовження), тим самим звертаючи увагу читачів на самостійність і цілісність кожної глави. Роман став воістину енциклопедією російського життя 1820-х років, тому що широта охоплених тем, деталізація побуту, багатосюжетність композиції, глибина опису характерів персонажів, особливості життя тієї епохи розроблені в романі з неперевершеною майстерністю.
Саме це дало підставу В. Г. Бєлінському в своїй статті «Євгеній Онєгін» зробити висновок:
«„Онєгіна“ можна назвати енциклопедією російського життя і найвищою мірою народним твором».
З роману, як і з енциклопедії, можна дізнатися практично все про епоху: про те, як одягалися, і що було в моді, що люди цінували найбільше, про що вони розмовляли, якими інтересами вони жили. У «Євгенії Онєгіні» відбилося все російське життя. Коротко, але досить ясно, автор показав кріпосне село, панську Москву, світський Санкт-Петербург. Пушкін правдиво зобразив те середовище, в якому живуть головні герої його роману — Тетяна Ларіна і Євгеній Онєгін, відтворив атмосферу міських дворянських салонів, в яких пройшла молодість Онєгіна.

## Видання роману
«Євгеній Онєгін» виходив окремими випусками, кожен з яких містив одну главу (так зване «поглавне видання»); уривки з роману друкувалися також в журналах та альманахах. Вихід кожного розділу ставав великою подією в російській літературі того часу. Перша глава твору була опублікована в 1825 році. У 1833 році вийшло перше повне видання всього роману в одному томі.
Друкарня І. І. Глазунова в січні 1837 року, незадовго до загибелі поета, випустила роман Євгеній Онєгін в мініатюрному форматі — останнє прижиттєве видання О. С. Пушкіна. Дане видання проглядалося самим Пушкіним і містить останню авторську редакцію роману, хоча, як і всі інші, не є вільним від помилок.
Плани друкарні були такі, що весь тираж (5000 примірників) намічалося продати за один рік по 5 рублів за одну книгу. Після загибелі Пушкіна весь тираж був розкуплений протягом тижня. У 1988 році видавництво «Книга» випустило факсимільне видання книги накладом 15 000 примірників.
У посмертні видання «Євгенія Онєгіна», у тому числі в академічні зібрання (ювілейне 1937—1949 років і наступні), текстологами (академічними виданнями керував великий вчений Б. В. Томашевський) вносився ряд коректив з метою відновити автоцензурне вилучення, скорочені власні імена, уніфікувати орфографію. Дані відступи від останнього авторського тексту піддавалися деякими літературознавцями (М. І. Шапіро) гострій критиці.

## Сюжет

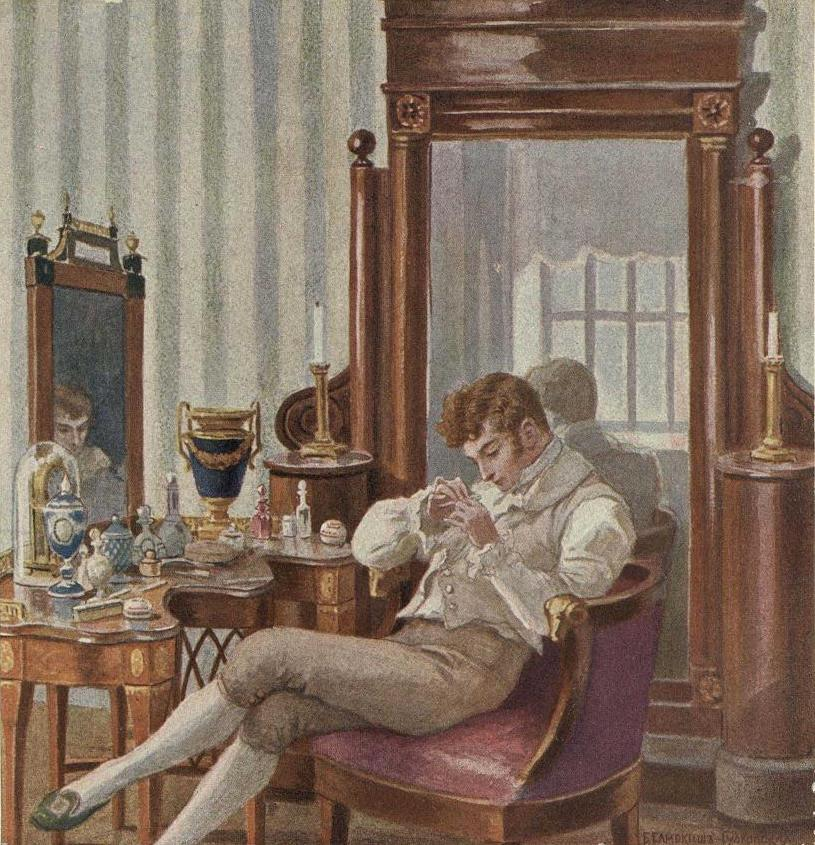
Євгеній Онєгін. Іл. Олени Самокиш-Судковської, 1908

Роман починається з нарікань молодого дворянина Євгенія Онєгіна з приводу хвороби свого дядечка, що змусила Євгенія покинути Петербург і відправитися до хворого, щоб попрощатися з ним. Позначивши таким чином зав'язку, автор займає першу главу розповіддю про походження, сім'ю та життя свого героя до отримання звістки про хворобу родича.
Оповідання ведеться від імені безіменного автора, котрий представився добрим приятелем Онєгіна. Отже, Євгеній народився «на берегах Неви», тобто в Петербурзі, в не дуже успішній дворянській сім'ї:
Служив отлично-благородно,

Долгами жил его отец,

Давал три бала ежегодно

И промотался наконец.

Онєгін отримав відповідне виховання — перш за все, маючи гувернантку Madame (не плутати з нянькою), потім — гувернера-француза, який не обтяжував свого вихованця великою кількістю занять. Пушкін підкреслює, що освіта і виховання Євгенія були типові для людини його середовища (дворянина, яким з дитинства займалися вчителі-іноземці). Отриманої ним таким чином освіти і виховання було досить, щоб «світ вирішив, що він розумний і дуже милий».
З самої ранньої юності Онєгін «твердіше всіх наук» знав «науку пристрасті ніжної», «що було для нього змолоду і праця, і мука, і відрада, що займало цілий день його тужну лінь». Життя Онєгіна в Петербурзі було сповнене любовними інтригами і світськими розвагами, але у підсумку Онєгіну все приїлося:
Нет: рано чувства в нём остыли;

Ему наскучил света шум;

Красавицы не долго были

Предмет его привычных дум;

Измены утомить успели;

Друзья и дружба надоели,

Затем, что не всегда же мог

Beef-steaks и страсбургский пирог

Шампанской обливать бутылкой

И сыпать острые слова,

Когда болела голова;

И хоть он был повеса пылкий,

Но разлюбил он наконец

И брань, и саблю, и свинец.

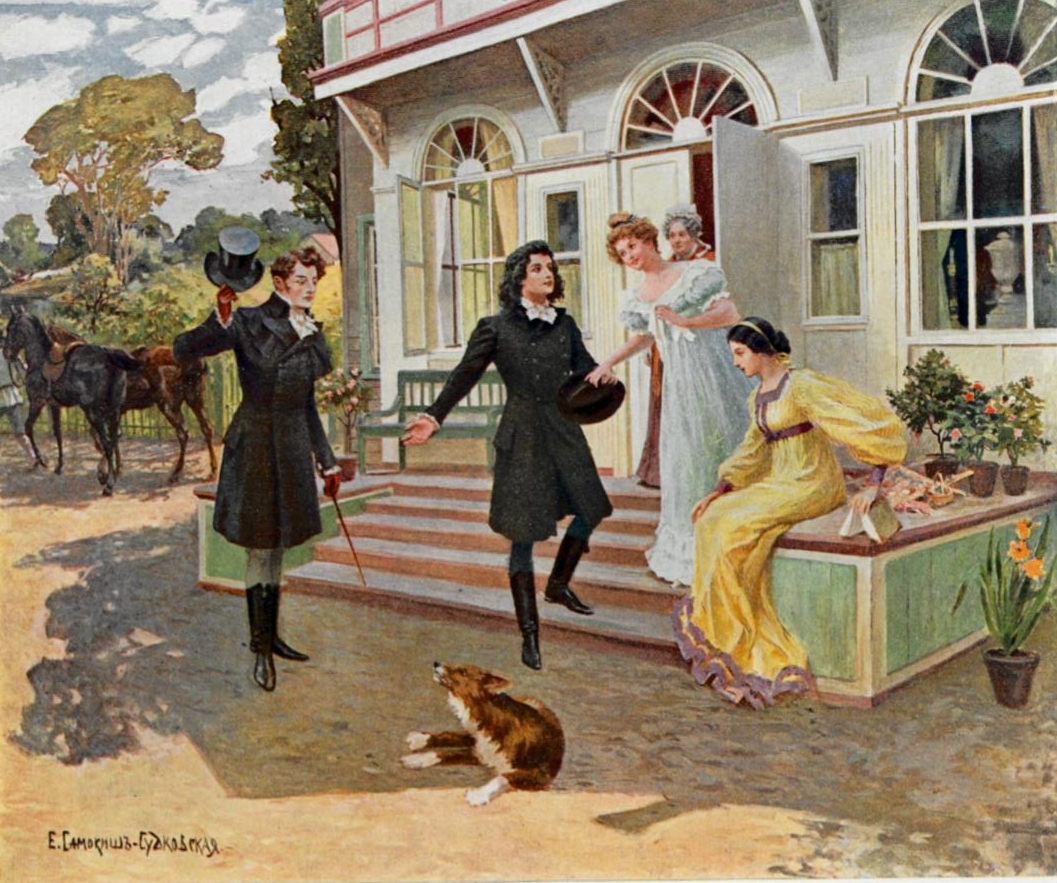
Онєгін, Ленський та Ольга і Тетяна Ларіни. Іл. Олени Самокиш-Судковської, 1908

Онєгін пробує зайнятися письменництвом, «але наполеглива праця йому була нудною; нічого не вийшло з пера його». Тоді Онєгін «загоном книг заставив полку, читав, читав, а все без толку». Він думав почати подорожувати по світу, але тут його застала звістка про хворобу його дядька, і Онєгін вирішує їхати до нього в село, «готуючись грошей заради, на зітхання, нудьгу і обман», з чого і починається перший розділ. Однак після приїзду виявляється, що дядько помер, а Євгеній став його спадкоємцем. Він поселяється в селі, але й тут його долає нудьга. Втім, повертатися в обридлий Петербург він не хоче.
Сусідом Онєгіна виявляється Володимир Ленський, прибулець з Німеччини, 18-річний поет-романтик. Незважаючи на те, що Ленський і Онєгін були повними протилежностями, вони стають друзями. Перший з них закоханий в Ольгу Ларіну, дочку місцевого поміщика. На завжди веселу Ольгу не схожа її задумлива сестра Тетяна. Ольга молодша за сестру на один рік. Вона зовні красива, але нецікава Онєгіну:
«Неужто ты влюблён в меньшую?» —

«А что?» — «Я выбрал бы другую,

Когда б я был, как ты, поэт.

В чертах у Ольги жизни нет,

Точь-в-точь в Вандиковой Мадонне:

Кругла, красна лицом она,

Как эта глупая луна

На этом глупом небосклоне».

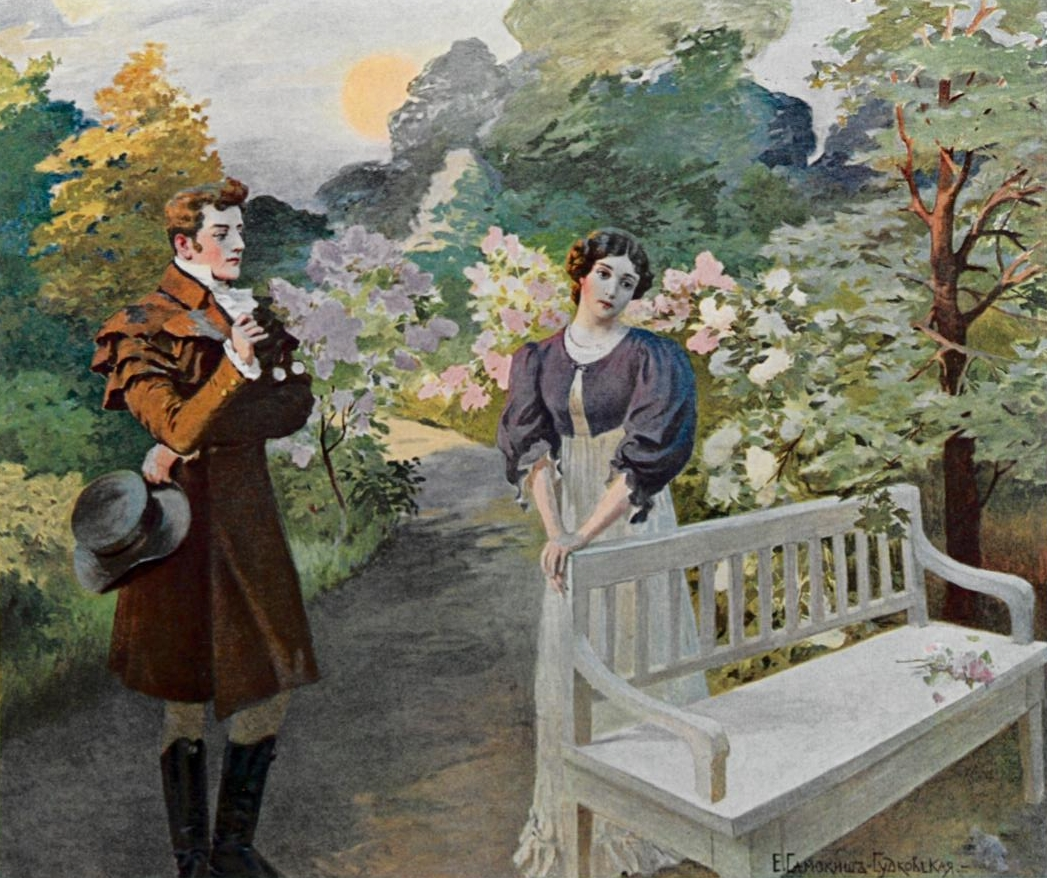
Онєгін і Тетяна. Іл. Олени Самокиш-Судковської, 1908

Зустрівши Онєгіна, Тетяна закохується в нього і пише йому лист. Однак Онєгін відкидає її: він не шукає спокійного сімейного життя. Ленський і Онєгін запрошені до Ларіних на іменини Тетяни. Онєгін не радий цьому запрошенню, але Ленський вмовляє його поїхати, обіцяючи, що нікого з гостей-сусідів не буде. Насправді, приїхавши на свято, Онєгін виявляє «бенкет величезним», що його дратує не на жарт.
Чудак, попав на пир огромный,

Уж был сердит. Но, девы томной

Заметя трепетный порыв,

С досады взоры опустив,

Надулся он и, негодуя,

Поклялся Ленского взбесить

И уж порядком отомстить.

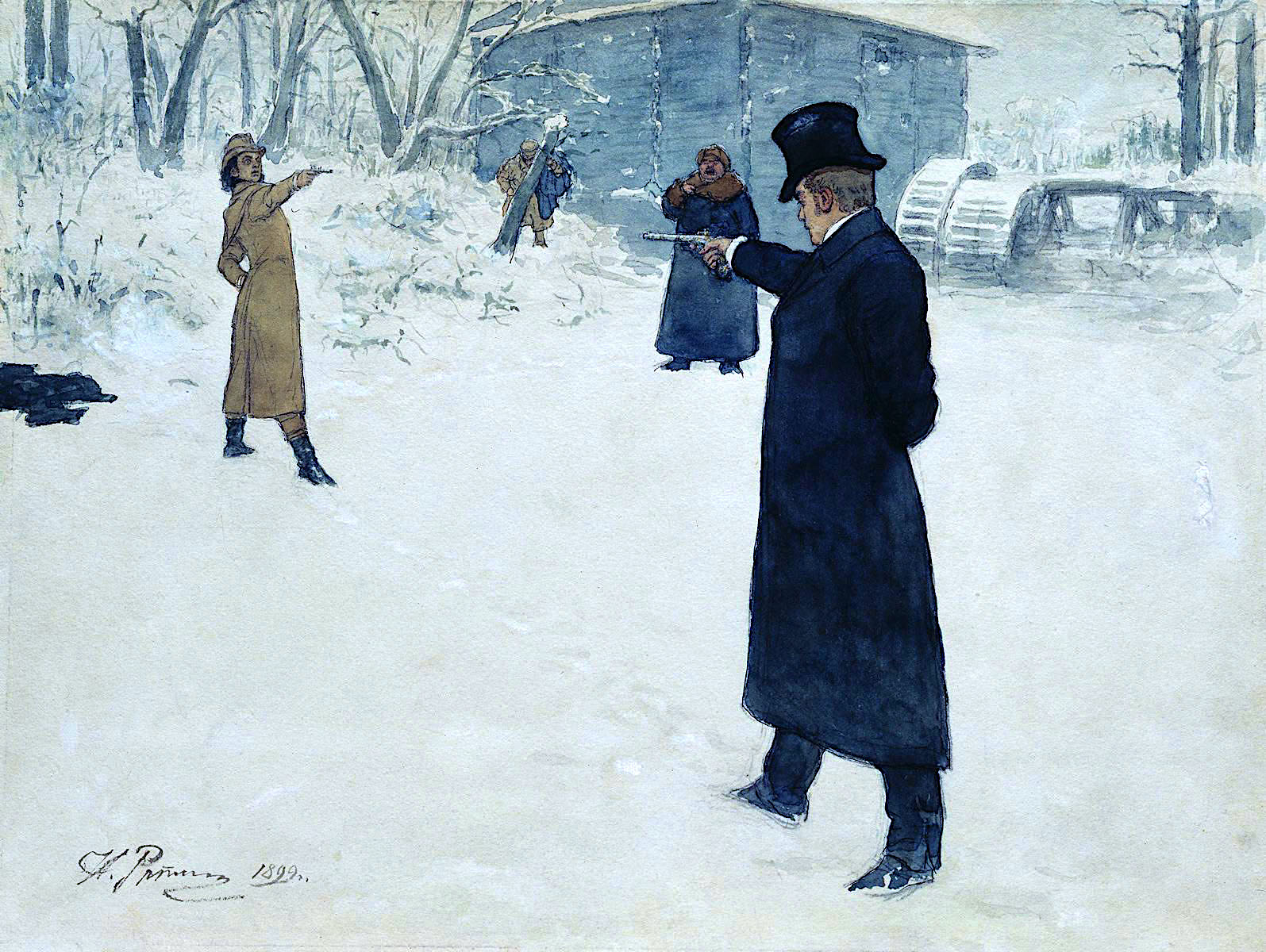
Дуель Онєгіна і Ленського Ілля Рєпін, 1899

На обіді у Ларіних Онєгін, щоб змусити Ленського ревнувати, несподівано починає залицятися до Ольги. Ленський викликає його на дуель. Поєдинок закінчується смертю Ленського, і Онєгін їде з села. У 8 главі вказано, що Онєгіну на той момент було 26 років:
Дожив без цели, без трудов

До двадцати шести годов. (VIII, XII, 10-11)

Через три роки він з'являється в Петербурзі і зустрічає Тетяну — одружену світську даму. Онєгін закохується в неї і намагається сподобатися їй. Тетяна зізнається, що як і раніше кохає Євгенія, але повинна зберігати вірність своєму чоловікові:
Я вас люблю (к чему лукавить?),

Но я другому отдана;

Я буду век ему верна.

На цьому розповідь переривається. Автор залишає збентеженого Євгенія і в кількох репліках прощається з читачами і зі своєю багаторічною працею.

## Сюжетні лінії
- Онєгін і Тетяна. Епізоди:

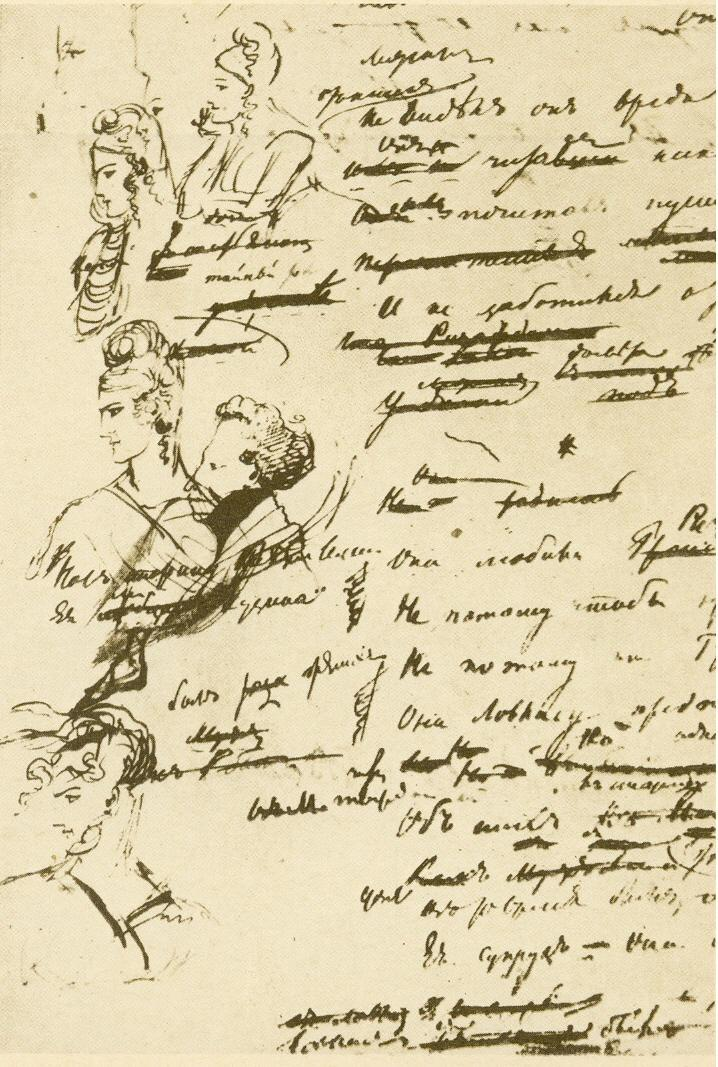
Факисміле Пушкіна з «Євгенієм Онєгіним», 1820-ті року

  - Знайомство з Тетяною (3. III—IV);
  - Розмова Тетяни з нянею (3. XVII—XX);
  - Лист Тетяни до Онєгіна (3. XXXI);
  - Пояснення в саду (4. XII—XVI);
  - Сон Тетяни (5. X—XXI) та іменини (5. XXV—XLV);
  - Відвідування будинку Онєгіна (7. XV—XXIV);
  - Від'їзд до Москви (7. XXVI—LV);
  - Зустріч на балу в Петербурзі через 3 роки (8. VII—IX, XVII—XXV);
  - Лист Онєгіна до Тетяни (пояснення);
  - Вечір у Тетяни.
- Онєгін і Ленський. Епізоди:
  - Знайомство в селі;
  - Розмова після вечора у Ларіних;
  - Візит Ленського до Онєгіна;
  - Іменини Тетяни;
  - Дуель і смерть Ленського.

## Дійові особи
Саме тому, що головні герої «Євгенія Онєгіна» не мали прямих прообразів в житті, вони виключно легко стали для сучасників психологічними еталонами: зіставлення себе або своїх близьких з героями роману ставало засобом пояснення свого й їхніх характерів. (Ю. М. Лотман. Коментарі до «Євгенія Онєгіна»).
- Євгеній Онєгін. Один з його можливих прототипів — П. Я. Чаадаєв, названий самим Пушкіним в першому розділі. Історія Онєгіна нагадує життя Чаадаєва. Важливий вплив на образ Онєгіна надав Лорд Байрон і його «байронічні герої», Дон Жуан і Чайлд-Гарольд, які також не раз згадуються самим Пушкіним. «В образі Онєгіна можна знайти десятки зближень з різними сучасниками поета — від пустих світських знайомих до таких значущих для Пушкіна осіб, як Чаадаєв або Олександр Раєвський». (Ю. М. Лотман. Коментарі до «Євгенія Онєгіна»). На початку роману (зима 1819 — весна 1820 року) йому 24 роки, на момент від'їзду з села після дуелі — 26 років.[4][3]
- Тетяна Ларіна
- Ольга Ларіна, її сестра — узагальнений образ типової героїні популярних романів; гарний зовні, але позбавлений глибокого змісту. На рік молодше Тетяни.
- Володимир Ленський — «енергійне зближення Ленського з Кюхельбекером, створене Ю. Н. Тиняновим (Пушкін і його сучасники. С. 233—294), найкраще переконує в тому, що спроби дати поетові-романтику в „Євгенії Онєгіні“ деякий єдиний і однозначний прототип до переконливих результатів не призводять». (Ю. М. Лотман. Коментарі до «Євгенія Онєгіна»). Одним із прототипів Ленського, ймовірно, був Б. В. Голіцин, маєток якого був по сусідству з с. Захарово, куди в 1806—1810 роках приїжджало сімейство Пушкіних на літній відпочинок.[5]
- Няня Тетяни — ймовірний прототип — Аріна Родіонівна, няня Пушкіна.
- Зарецький — секундант, в числі прототипів називали Федора Толстого-Американця.
- Не названий в романі чоловік Тетяни Ларіної, «важливий генерал».
- Автор твору — сам Пушкін. Він постійно втручається в хід розповіді, нагадує про себе («Але шкідливий північ для мене»), водить дружбу з Онєгіним («Умов світу скинувши тягар, як він, відставши від суєти, з ним подружився я в той час, мені подобалися його риси»), в своїх ліричних відступах ділиться з читачами своїми роздумами про самі різні життєві питання, висловлює свою світоглядну позицію. Автор в деяких місцях порушує хід розповіді і вводить в текст метатекстові елементи («Читач чекає вже рими» «розы» «-на, ось, візьми її мерщій»). Пушкін навіть зобразив себе поруч з Онєгіним на березі Неви (див. зображення) і хотів помістити цей і ряд інших малюнків як ілюстрації до роману у віршах, але не вдалося знайти спільну мову з видавцями «Невського альманаху». Сам Пушкін відгукнувся на це кількома іронічними епіграмами.
- Муза автора, «двоюрідна сестра» Тетяни Ларіної.

У романі згадуються також батько (Дмитро Ларін) і мати (Парасковія) Тетяни і Ольги; «княжна Аліна» — московська кузина матері сестер Ларіних; дядько Онєгіна; ряд комічних образів провінційних поміщиків (Гвоздін Флянов, «Скотініни, подружжя сиве», «товстий Пустяков» й інші); петербурзький і московський світ.
Образи провінційних поміщиків, в основному, мають літературне походження. Так, образ Скотініних відсилає до комедії Фонвізіна «Недоросль», Буянов — герой поеми «Небезпечний сусід» (1810—1811) В. Л. Пушкіна. «Серед гостей ще намічалися „Кірін важний“, „Лазоркіна — вдова-вострушка“ („сорокарічна вертушка“); „товстого Пустякова“ заміняв „товстий Тумаков“, Пустяков був названий „худим“, Пєтушков був „відставним канцеляристом“ (Бродський М. Л. «„Євгеній Онєгін“ роман О. С. Пушкіна: коментар. М.: 2005, Вид-во «Мультіратура»)

## Строфіка
Роман, за винятком листів Тетяни і Онєгіна, написаний особливою «онєгінською строфою». Кожна така строфа складається з 14 рядків чотиристопного ямба.
Перші чотири рядки римуються перехресно, рядки з п'ятої по восьму — попарно, рядки з дев'ятої по дванадцяту пов'язані кільцевою римою. Решта 2 рядки строфи римуються між собою.

## Дослідження роману

### Критики-сучасники
- Кіндрат Рилєєв
- Микола Полевой
- Дмитро Веневітінов
- Микола Надєждін
- Фадей Булгарін

### Бєлінський
«Перш за все в „Онєгіні“ ми бачимо поетично відтворену картину російського суспільства, взятого в одного з найцікавіших моментів його розвитку. З цієї точки зору, „Євгеній Онєгін“ є поема історична в повному розумінні слова, хоча в числі її героїв немає жодної історичної особи.»
— В. Г. Бєлінський
«У своїй поемі він умів торкнутися так багато чого, натякнути на настільки багато чого, що належить виключно до світу російської природи, до світу російського суспільства. „Онєгіна“ можна назвати енциклопедією російського життя і найвищою мірою народним твором.»
— В. Г. Бєлінський

### Середина — друга половина XIX ст.
- Микола Чернишевський
- Микола Добролюбов
- Дмитро Писарєв
- Федір Достоєвський
- Аполлон Григор'єв
- Олександр Дружинін

### XX — початок XXI століття
Юрій Лотман:

«„Євгеній Онєгін“ — важкий твір. Сама легкість вірша, звичність змісту, знайомого з дитинства читачеві і підкреслено простого, парадоксально створюють додаткові труднощі в розумінні пушкінського роману у віршах. Ілюзорне уявлення про "зрозумілість" твору приховує від свідомості сучасного читача величезну кількість незрозумілих йому слів, виразів, фразеологізмів, натяків, цитат. Замислюватися над віршем, який знаєш з дитинства, представляється нічим не виправданим педантизмом. Однак варто подолати цей наївний оптимізм недосвідченого читача, щоб зробилося очевидно, як далекі ми навіть від простого текстуального розуміння роману. Специфічна структура пушкінського роману у віршах, при якій будь-який позитивний вислів автора тут же непомітно може бути перетворено в іронічний, а словесна тканина як би ковзає, передаючись від одного носія мови до іншого, робить метод насильницького вилучення цитат особливо небезпечним. Щоб уникнути цієї загрози роман слід розглядати не як механічну суму висловлювань автора з різних питань, своєрідну хрестоматію цитат, а як органічний художній світ, частини якого живуть і отримують сенс лише в співвіднесеності з цілим. Простий перелік проблем, які "ставить" Пушкін в своєму творі, що не введе нас в світ „Онєгіна“. Художня ідея має на увазі особливий тип перетворення життя в мистецтві. Відомо, що для Пушкіна була "диявольська різниця" між поетичним і прозовим моделюванням однієї і тієї ж дійсності, навіть при збереженні тієї ж тематики і проблематики.
— Ю. М. Лотман
Дослідник Андрій Чернов запропонував свою реконструкцію спаленої Пушкіним десятої глави роману.

## Цитати

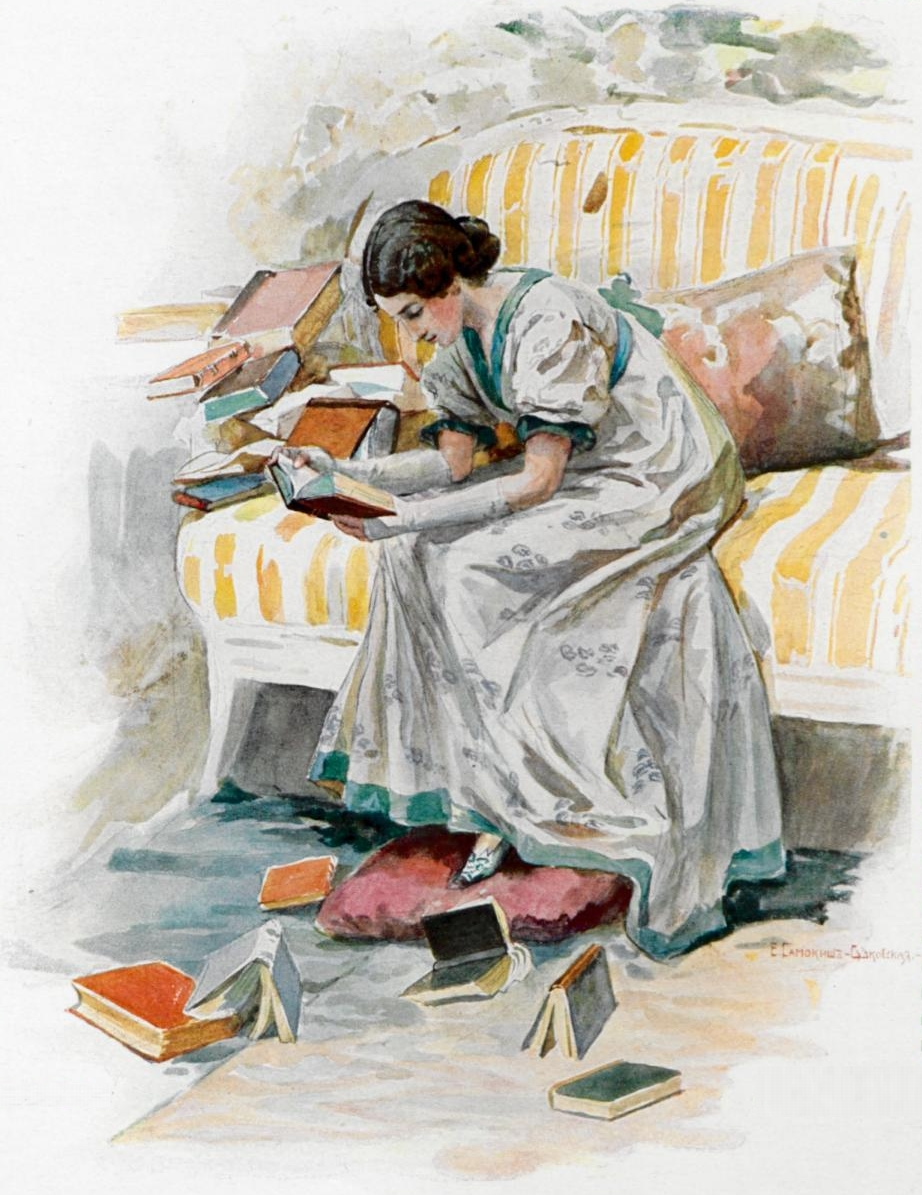
Є. П. Самокиш-Судковська. «Тетяна»

## Вплив на інші твори

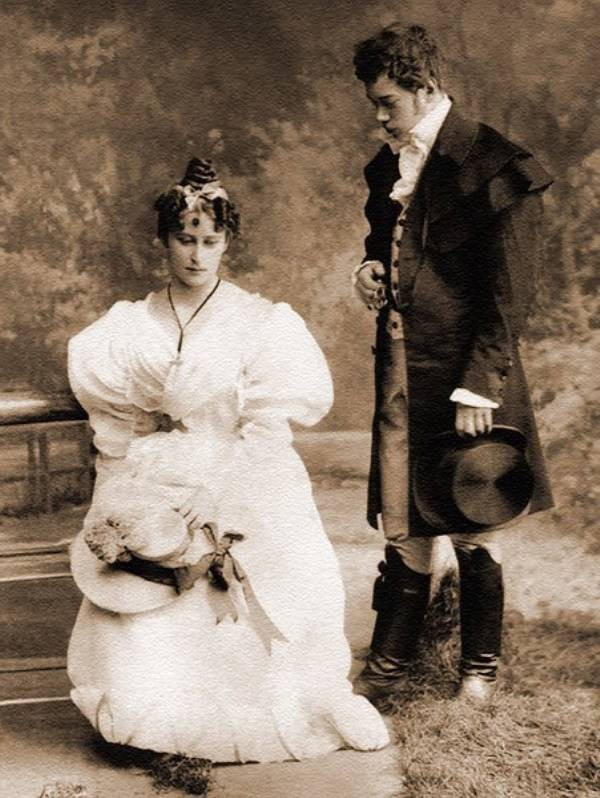
Цесаревич Микола Олександрович і Єлизавета Федорівна в ролі Онєгіна і Тетяни в палацовій постановці «Євгенія Онєгіна», 1890-ті роки.